# Mompha calcarata
Mompha calcarata é uma espécie de mariposa do gênero Mompha pertencente à família Coleophoridae.